# Füsun Kostak
Füsun Kostak (1. siječnja, 1971. – Bursa, Turska) turska je glumica. Najpoznatija je po ulozi Džansel u turskoj TV seriji Tisuću i jedna noć.Visoka je 1.67 m.

## Filmografija
- Vjenčanje pjevačica kao Leyla (2008.)
- Tisuću i jedna noć kao Džansel (2006. – 2007.)
- Prva ljubav (2006.)
- Tko te ne voli (2005.)
- Ulje u jesen kao Dicle (2005.)
- Zerda kao Akgül (2002.)
- Ljubav u planinama (1999.)
- Vrući put kao Sükran Yalçin (1998.)
- Krivo kao Meryem (1997.)